# Chimaek
 (juin 2016).

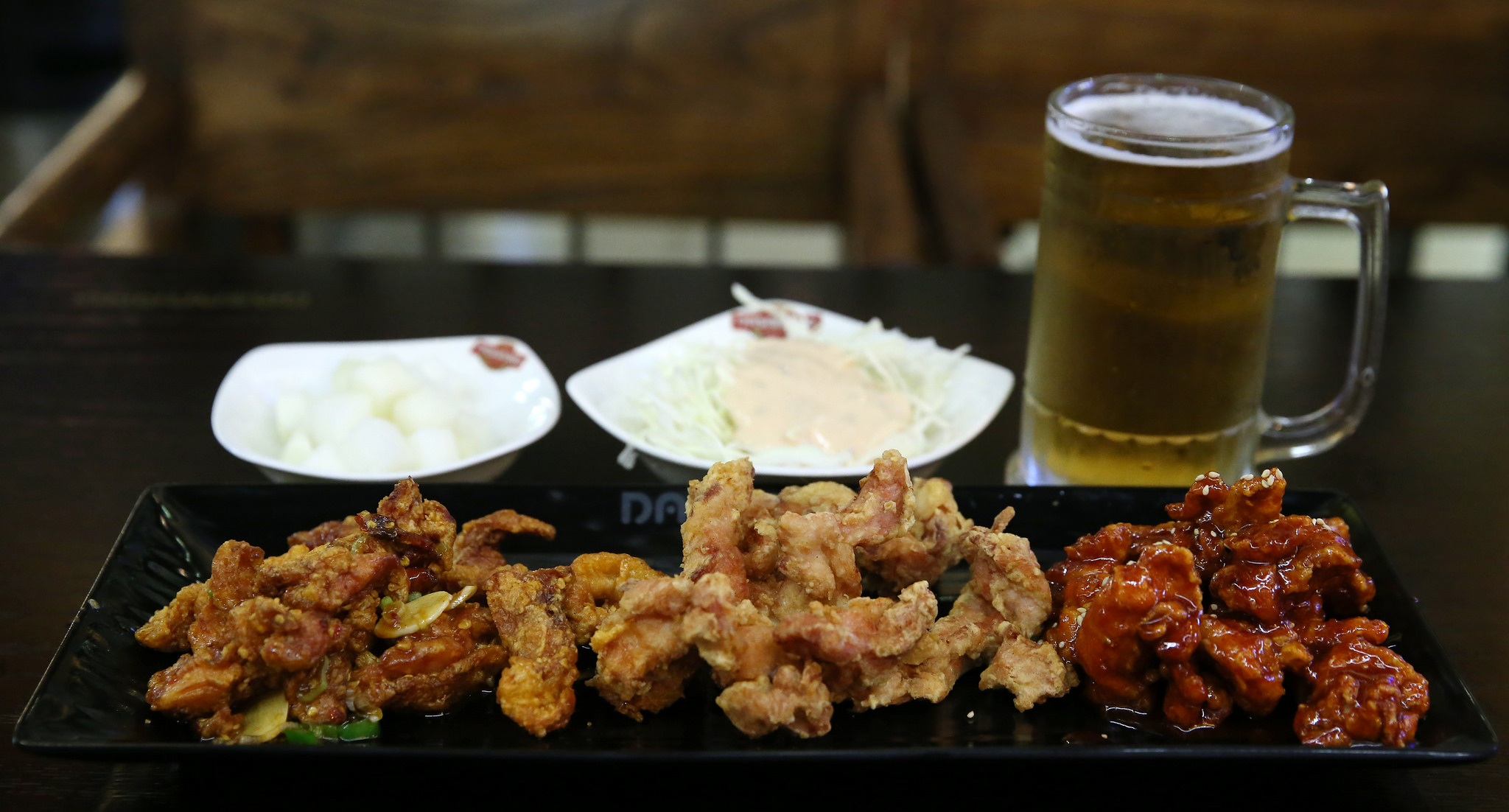
Poulet frit à la coréenne accompagné de bière.

Le Chi-Mc, ou chimaek (en coréen : 치맥) est un mot composé formé des termes chicken, « poulet » en anglais et maekju, le mot coréen pour « bière, ». Il désigne un encas, constitué de poulet (généralement frit ou épicé), servi avec de la bière durant la soirée dans de nombreux restaurants sud-coréens, y compris dans un certain nombre de chaînes de restaurants spécialisés.

## Origine
Depuis le poulet rôti qui est apparu au début des années 1960 jusqu'au poulet épicé qui a été adapté aux palais coréens, un nombre grandissant de plats à base de poulet s'est développé en Corée. Alors que le poulet devenait de plus en plus populaire, une marque de bière pression qui est apparue dans les années 1970 a aussi connu beaucoup de succès. Avec le temps, les deux produits furent couramment associés en un seul menu. En outre, la Coupe du monde de football de 2002, qui eut lieu en Corée et au Japon, couronna le triomphe du Chi-Mc. Le Chi-Mc a eu un impact important sur les habitudes de consommation d'alcool en Corée (en).

## En dehors de la Corée
Le Chi-Mc est aussi populaire en Chine à cause de l'influence de la série My Love From the Star, dans lequel Cheon Song-i, l'héroïne, affirme : « Un jour enneigé est parfait pour un moment Chi-Mc… » : cette phrase est à l'origine du phénomène. Les restaurants proposant des plats à base de poulet furent de plus en plus nombreux en Chine. Télécharger un autoportrait sur les réseaux sociaux en tenant du poulet dans une main et de la bière dans l'autre devint une mode,.
De nos jours, la Corée tente de renaître en tant que capitale du Chi-Mc. Cet encas entretient une relation particulière avec les consommateurs.
Un festival du Chi-Mc s'est tenu en 2012, à Daegu et, en 2013, un festival de même nature, à Ningbo, a rassemblé 400 000 visiteurs au cours des trois premières journées.

## Importance
Le Chi-Mc constitue un marché rentable. La demande pour des restaurants proposant des spécialités au poulet a accompagné la croissance de la demande de poulet et de bière. Au mois de mars 2014, la Corée comptait 192 franchises de restaurant de poulet. Environ 10 % de ces sociétés étaient célèbres pour leurs recettes uniques.